# Donald Jackson (bågskytt)
Donald Jackson, född 25 oktober 1932, död 26 januari 2009, var en kanadensisk bågskytt. Han deltog vid olympiska sommarspelen 1972.